# Eremaeozetes darwini
Eremaeozetes darwini ist eine Milbenart aus der Gruppe der Hornmilben. Sie wurde, wie auch Eremaeozetes irenae, von Heinrich Schatz auf den Galápagos-Inseln entdeckt und 2001 beschrieben. Eremaeozetes darwini tritt in überwiegend feuchten Lebensräumen in den höheren Zonen der Inseln auf.
Die Gattung Eremaeozetes wurde im Jahr 1913 von Antonio Berlese aufgestellt und umfasst derzeit 31 bekannte Arten. Diese kommen in verschiedenen tropischen und subtropischen Regionen der Erde vor und sind aus der Orientalischen, Äthiopischen, Neotropischen Region und Ozeanien bekannt.

## Merkmale
Eremaeozetes roguini hat einen ähnlichen Körperbau und ein Ähnliches aussehen, allerdings ist Eremaeozetes  darwini wesentlich größer. Die juvenilen Stadien (Protonymphe: 310 × 160 µm, Deutonymphe: 350 × 195 µm und Tritonymphe: 390-420 × 205-240 µm) sind hellbraun und gefältelt (plicat), ohne separates Band in der Mitte. Sie besitzen drei große Borstenpaare, die nahezu gleich lang sind und posterolateral auf dem hysterosomalen Dorsum liegen.
Als ausgewachsenes Tier unterscheidet sich Eremaeozetes darwini von anderen Arten der Gattung in folgenden Merkmalen: das rostrale Ende ist spitz, eine Interlamellar-Apophyse fehlt, vor der Genitalplatte ist eine Schuppe vorhanden, die Beine besitzen nur eine Kralle. Die bauch- und rückenseitige Oberfläche ist von einer unregelmäßigen, mittelbraunen Cerotegumentschicht bedeckt, allerdings sind die darunterliegenden Oberflächenstrukturen sichtbar. Nach Entfernen des Ceroteguments erscheint die Oberfläche gelblich bis hellbraun, der zentrale Bereich der Bauchplatte weist eine feine Punktierung auf.
Die Oberfläche des Notogasters, des sklerotisierten dorsalen Teils des Opisthosomas, ist netzartig strukturiert und ohne abgegrenzte Erhöhungen oder Vertiefungen. Er besitzt einen stark nach vorne gewölbten Vorderrand. Die Borsten auf dem Notogaster und die Ventralborsten sind setiform oder spiniform.

## Verbreitung
Eremaeozetes darwini wurde auf den sechs Inseln des Galápagos-Archipels (Insel Fernandina, Floreana, Pinta, San Cristobal, Santa Cruz, Isabela – Vulkan Alcedo und Vulkan Sierra Negra) gefunden, durchwegs in feuchten Lebensräumen in den höheren Zonen der Inseln über 250 m über dem Meeresspiegel. Die Gattung lebt hauptsächlich in epiphytischen Moospolstern, in Flechten und in Pilzen, wurde aber auch in Blättern und Farnstreu auf dem Boden wie auch im Gras und in krautiger Streu gefunden. Es wurden keine morphologischen Unterschiede zwischen den Populationen auf den verschiedenen Inseln beobachtet.

## Fortpflanzung
Eremaeozetes darwini ist getrenntgeschlechtlich. Die Weibchen (432-460 × 220-260 µm) sind größer als die Männchen (380-430 × 200-240 µm) und tragen meist 2-3 große Eier. Abgesehen von der Größe kann extern kein Sexualdimorphismus beobachtet werden.

## Systematik
Eremaeozetes darwini besitzt sehr auffällige morphologische Ähnlichkeiten mit Eremaeozetes roguini und kann als Schwesterart angesehen werden. Die beiden Arten unterscheiden sich jedoch sowohl in der Körperlänge als auch in der Oberflächenstruktur: Eremaeozetes darwini ist ca. 1,3-mal länger als ihre Schwesterart und der Kopf ist spitzer ausgeprägt. Die Lamellarcuspides sind bei Eremaeozetes darwini stumpf, während jene von Eremaeozetes roguini rund zulaufen. Die Ventralplatte von Eremaeozetes darwini ist gekennzeichnet durch eine feine Punktierung, die der Schwesterart durch zahlreiche Einkerbungen. Zusätzlich besitzt Eremaeozetes darwini wesentlich längere prodorsale Borsten.
In den Juvenilstadien gibt es nur geringfügige Unterschiede zwischen Eremaeozetes darwini und Eremaeozetes irenae, welche ebenfalls auf den Galápagos-Inseln heimisch ist. Diese beiden Arten sind in ihrer Ausbreitung durch die weite Entfernung der Galápagos-Inseln vom Kontinent und anderen Inseln beschränkt. Man kann also davon ausgehen, dass es sich hierbei um endemische Arten handelt. Beide Arten weisen jedoch eine nahe Verwandtschaft mit Arten in Zentralamerika auf: Eremaeozetes darwini mit Eremaeozetes roguini und Eremaeozetes irenae mit Eremaeozetes lineatus Mahunka, 1985.
Obwohl Eremaeozetes darwini und Eremaeozetes irenae viele Gemeinsamkeiten aufweisen, leben sie auf den Galápagos-Inseln in völlig verschiedenen Bereichen. Eremaeozetes irenae bevorzugt trockene Gebiete, was darauf schließen lässt, dass die Vorfahren an Trockenheit angepasst waren, während Eremaeozetes darwini nur in feuchtem Milieu überleben kann. Es ist also sehr wahrscheinlich, dass beide Arten von verschiedenen ancestralen Einwanderungen abstammen.

## Archivierung
Der in Alkohol konservierte Holotypus (Fundort: Probe GAL 87-G069: Ecuador, Galápagos-Inseln, am 6. März 1987; Isla Santa Cruz, Scalesia-Bewaldung in der Nähe von Cerro Crocker, 700 m über dem Meeresspiegel, in feuchten Lycopodiumpolstern auf einem Ast mit Verwurzelungen und Moos 0° 37′ S, 90° 21′ W) und Paratypen wurden im Naturhistorischen Museum in Wien deponiert. Paratypen sind auch in der Sammlung von Heinrich Schatz in Innsbruck, im Ungarischen Naturwissenschaftlichen Museum in Budapest und in der Universidad Católica in Quito, Ecuador, aufbewahrt.